# Стрілець (фільм, 1995)
«Стрілець» (англ. The Shooter) — американський бойовик 1995 року.

## Сюжет
Після того, як в Нью-Йорку був убитий кубинський посол, відносини між Штатами і Кубою сильно напружилися. Щоб запобігти новому замаху на зустрічі дипломатів двох цих держав в Празі, ЦРУ посилає свого найкращого агента Майкла Дейна. Йому вдалося нейтралізувати Симону Россет, спеціалістку в області найманих вбивств і власницю празького нічного клубу. Саме її почерк виразно простежувався у вбивстві кубинського посла. Однак коли Симона вже перебувала в руках Майкла, він з подивом виявив, що існує й інший, невідомий кілер, який ретельно копіює прийоми Россет.

## У ролях
| Актор           | Роль            |
| --------------- | --------------- |
| Дольф Лундгрен  | Майкл Дейн      |
| Марушка Детмерс | Сімоне Россет   |
| Ассумпта Серна  | Марта           |
| Гевен О'Херліхі | Дік Пауелл      |
| Джон Ештон      | Алекс Рід       |
| Саймон Андреу   | Альберто Торена |
| Пабло Скола     | Бельгадо        |
| Петр Дрозда     | Маркус          |
| Рослау Волтер   | капітан поліції |
| Майкл Роджерс   | поплічник # 1   |
| Павел Вукан     | поплічник 2     |
| Мартін Г'юб     | поплічник 3     |